# Encyocrypta ouazangou
Espèce
Encyocrypta ouazangou est une espèce d'araignées mygalomorphes de la famille des Barychelidae.

## Distribution
Cette espèce est endémique de Nouvelle-Calédonie. Elle se rencontre dans le massif d'Ouazangou-Taom.

## Description
Le mâle holotype mesure 10 mm.

## Étymologie
Son nom d'espèce lui a été donné en référence au lieu de sa découverte, le massif d'Ouazangou-Taom.

## Publication originale
- Raven, 1994 : Mygalomorph spiders of the Barychelidae in Australia and the Western Pacific. Memoirs of the Queensland Museum, vol. 35, no 2, p. 291-706 (texte intégral).